# Archidiocèse d'Ottawa-Cornwall
L'archidiocèse d'Ottawa-Cornwall, dans la province de l'Ontario au Canada, a été érigé canoniquement le 8 juin 1886. Auparavant, il avait été érigé en diocèse le 25 juin 1847. Il s'appelait d'abord le diocèse de Bytown mais il prend le nom de diocèse d'Ottawa le 11 juillet 1882. L'évêque du diocèse s'appelle Marcel Damphousse. Nosseigneurs Terrence Prendergast, Joseph-Aurèle Plourde et Marcel André J. Gervais sont les évêques émérites.
Il y a plus de 500 000 catholiques dans ce diocèse, près de 50 % de la population totale. La superficie de son territoire est de 7 108 km². Les cathédrales du diocèse sont la basilique-cathédrale Notre-Dame d'Ottawa et la Cocathédrale de la Nativité à Cornwall. Il y a 312 prêtres dans ce diocèse et environ 700 religieux et religieuses.
Le diocèse a dû céder plusieurs fois du territoire à des diocèses nouvellement érigés. Il est créé à partir des terres du diocèse de Kingston et du diocèse de Montréal, et il donne des parties de territoire au diocèse de Pembroke en 1882, au diocèse de Mont-Laurier en 1913, au diocèse de Saint-Jérôme en 1951 et au diocèse de Hull en 1963.
L'Université Saint-Paul, qui est une université catholique, a été fondée à Ottawa le 1er juillet 1965. Jean-Paul II a visité Ottawa en 1984, et Mère Teresa est venue en 1988. L'archidiocèse a célébré son 150e anniversaire en 1997.
Le 27 avril 2018, le pape François a uni le diocèse d'Alexandria-Cornwall à l'archidiocèse « in persona episcopi », c'est-à-dire que chacune des deux entités conserve son existence propre mais qu'elles sont unies par la juridiction d'un évêque commun.
Le 6 mai 2020, le diocèse d'Alexandria-Cornwall est fusionné à l'archidiocèse d'Ottawa pour former l'archidiocèse d'Ottawa-Cornwall.

## Évêques et archevêques

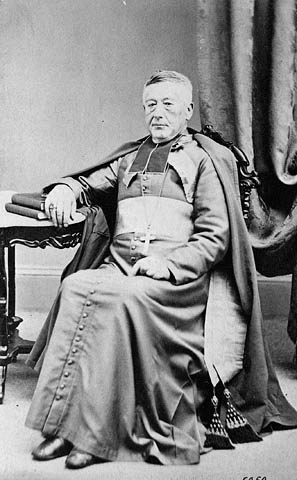
Mgr Guigues, 1er évêque d'Ottawa.

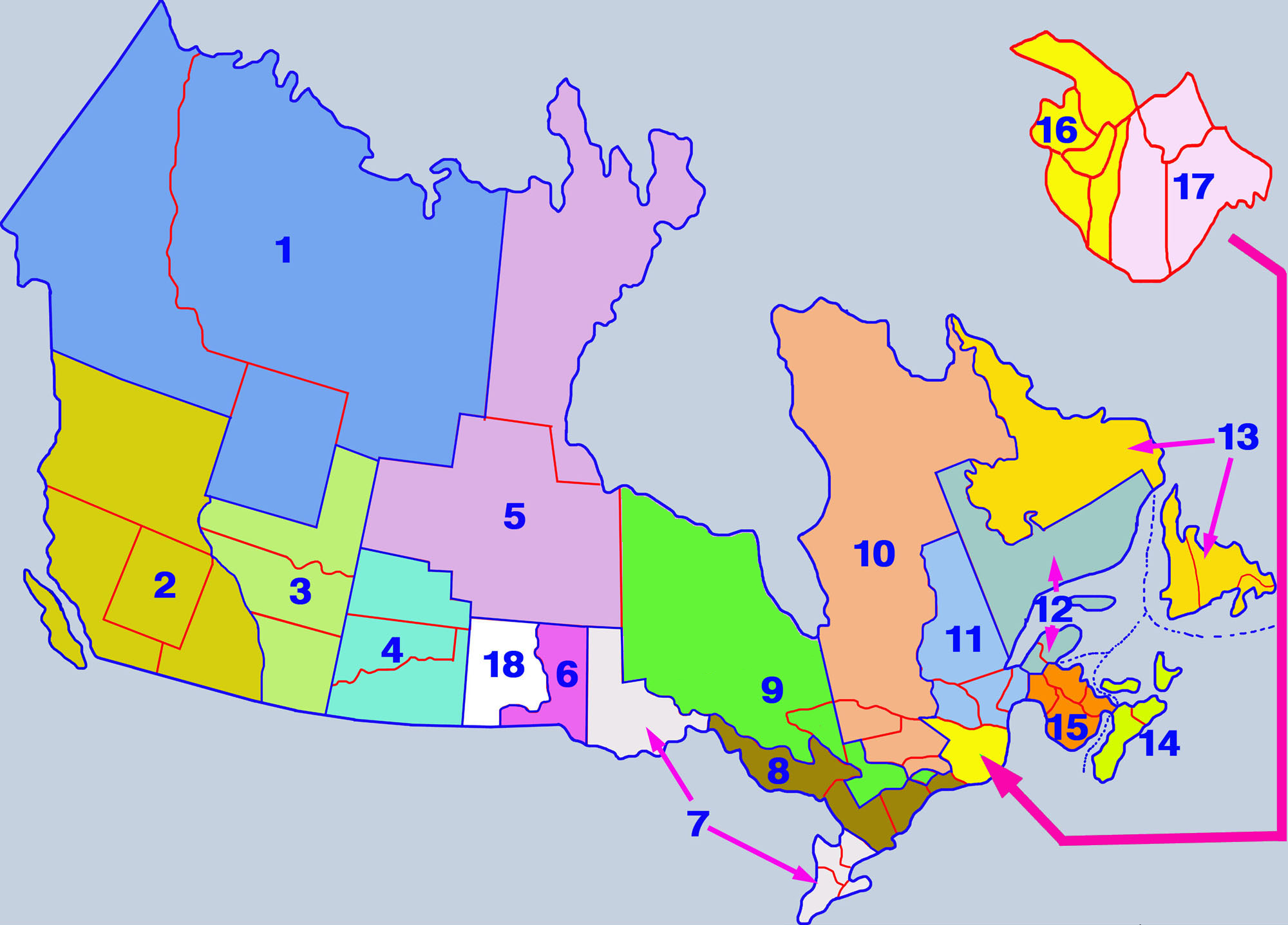
Diocèses et provinces ecclésiastiques du Canada, celle d'Ottawa-Cornwall est en vert.

- Joseph-Eugène-Bruno Guigues (1847 - 1874)
- Joseph-Thomas Duhamel(1874 - 1909)
- Charles-Hugues Gauthier (1910 - 1922)
- Joseph-Médard Émard (1922 - 1927)
- Joseph-Guillaume-Laurent Forbes (1928 - 1940)
- Alexandre Vachon (1940 - 1953)
- Marie-Joseph Lemieux (1953 - 1966)
- Joseph-Aurèle Plourde (1967 - 1989)
- Marcel André J. Gervais (1989 - 2007)
- Terrence Thomas Prendergast (2007 - 2020)
- Marcel Damphousse (depuis 2020)[3]

## Suffragants
- Diocèse de Hearst
- Diocèse de Pembroke
- Diocèse de Timmins

## Églises
Au siège archiépiscopal, à Ottawa, se trouve la basilique-cathédrale Notre-Dame. À Cornwall, c'est l'église de la Nativité-de-la-Bienheureuse-Vierge-Marie (Nativity of the Blessed Virgin Mary), ancienne cocathédrale du diocèse d'Alexandria-Cornwall. À Alexandria, dans la municipalité de Glengarry Nord, il y a la basilique de Saint-Finnan.

## Congrégations religieuses dans l'histoire du diocèse
- Chanoines réguliers de l'Immaculée Conception
- Congrégation de Notre-Dame de Montréal
- Frères prêcheurs
- Frères du Sacré-Cœur
- Capucins
- Franciscains
- Oblats de Marie-Immaculée
- Pères du Saint-Esprit
- Rédemptoristes
- Missions étrangères de Scarboro
- Sœurs grises de l'Immaculée-Conception
- Sœurs de la Charité